# Argiope radon
Argiope radon är en spindelart som beskrevs av Claude Lévi 1983. Argiope radon ingår i släktet Argiope och familjen hjulspindlar. Inga underarter finns listade i Catalogue of Life.